# (4149) Harrison
(4149) Harrison (1984 EZ) – planetoida z pasa głównego asteroid okrążająca Słońce w ciągu 4,35 lat w średniej odległości 2,66 au. Została odkryta 9 marca 1984 roku w Lowell Observatory w Flagstaff przez Briana Skiffa. Nazwa planetoidy została nadana na cześć George'a Harrisona, jednego z muzyków brytyjskiego zespołu rockowego The Beatles.